# 留山镇
留山镇，是中华人民共和国河南省南阳市南召县下辖的一个乡镇级行政单位。

## 行政区划
留山镇下辖以下地区：
建设社区、大沟村、上官村、玲珑山村、马窝村、下官村、西林庵村、土门村、张庄村、油坊村、好汉村、西街村、东街村、锅拍店村、潘寨村、石岭湾村、褚湾村、官坡村、黄楝村、贺庄村和杨扒村。